# Liberalia (Fest)
Die Liberalia (deutsch auch Liberalien) waren ein jährliches Fest im antiken Rom, das am 17. März zu Ehren der Fruchtbarkeitsgötter Liber und Libera begangen wurde. Jünglingen wurde zu diesem Anlass als Zeichen der Volljährigkeit erstmals die Männertoga (toga virilis) angelegt. Als Opfergaben wurden Honigkuchen (liba) verkauft und verbrannt. Zudem legte man ein besonderes Amulett als Opfergabe für die Laren auf dem Hausaltar nieder.